# 지역BBS
지역BBS(지역 비비에스, 일본어: まちBBS)란 니시무라 히로유키가 2채널 내에 개설한 지역별 테마게시판이다.

## 개요
일찍이 익명게시판 2채널 내부에는 각 지역별 게시판이 있었지만, 각 게시판간의 트롤 행위가 잇따르고, 폭파예고 게시물을 몰리는 이용자가 체포되는 일도 빈번해 지면서 전면적으로 폐쇄되었다. 하지만 후에 2000년 9월 29일에, 이용자들의 건의에 따라, 기존 2채널과 형태가 같으면서 보다 관리체계를 강화한 지역게시판 사이트가 개설되었다. 2채널 게시판 메뉴에 각 지역 게시판으로 직접 링크되어 있었으나, 2채널과는 다른 사이트로서 성장해가고 있다.
운영자는 일찍이 地方1(니시무라 히로유키)가 운영하고 있었지만, 2009년 1월에 2채널과 함께 싱가포르 계열 회사 PACKET MONSTER INC.에게 운영권을 양도했다.

## 2채널과의 차이점
- 서버

원래 地方1이 운영하는 도쿄 어세스가 관리했었지만, 현재는 시타라바JBBS이 관리하는 주식회사 미디어 아크립프가 관리 중이다.
- 게시판의 스크립트

원래 2채널에서 쓰던 스크립트를 기초로 구성되어 있어, 게시판의 URL의 표기방법이 다르거나, 장난스런 기능(제비, be등)과 특화된 투고 규제 기능(BBQ, 바본하우스 등)이 없다. 또한 2채널에서 폐지된 빨간 캡을 사용할 수 있다. sage기능은 쓸 수 있도록 하고 있지만, 대부분의 게시판에서는 무효로 설정되어 있다.
- 관리체계 및 삭제기준
- 게시물 건수
- 쿠션 페이지

## 게시판 목록
- 지역BBS회의실

지역BBS의 관리 및 운영을 종합적으로 다루고 있는 게시판이다. 2007년 3월 15일에, 관리자 비판 스렛드 일부가 누군가에 의해 삭제된 사실이 발각되어, 전 관리자의 캡 기능이 정지되었다.
- 홋카이도 게시판

홋카이도를 대상으로 하는 게시판이다. 홋카이도 게시판 본관 외에 별관으로, 홋카이도에 대해 보다 자세한 얘기가 오가는 〈홋카이도 Annex*details 보관됨 2009-10-06 - 웨이백 머신〉, 및 재해, 잡담 이야기가 오가는 〈홋카이도Annex*free 보관됨 2009-10-16 - 웨이백 머신〉가 있다.
- 동북 게시판

아오모리현, 이와데 현, 아키다 현, 미야기현, 후쿠시마현, 야마가타현을 대상으로 하는 게시판이다. 각 현의 대한 재해 스렛드와, 도에 관한 잡담 스레 등이 있다. 덧붙여 삭제할 때 나오는 문구 〈まいね〉(마이네)는 쓰가루 방언에서 "좋지 않다"라는 의미다.
- 호쿠리쿠코신에쯔게시판

니가타현, 도야마현, 나가노현, 야마나시현, 이시카와현, 후쿠이현을 대상으로 하는 게시판이다. 별관으로 〈호쿠리쿠신에쯔 안뜰 게시판〉이 있다. 이 곳에는 질문소와 채팅 기능이 마련되어 있다. 그 외에 그림게시판과, 총 스렛드 수가 120개를 초과한 나가오카시 스렛드 집 특별 페이지도 있다. 게시판의 배경 색깔이 다른 지역게시판에 비해면, 자주 바뀌는 경향이 있다.
- 관동게시판

지바현, 사이타마현, 이바라키현, 도치기현, 군마현을 대상으로 하는 게시판이다. 지역BBS관 동영상 게시판이 있다. 관리 방식 등의 이유로, 관리자 권한 파면 등 논의가 빈번하자 현재 (2009년 5월) 삭제 정리판에 보류해 관리체계가 정체되어 있다.
- 도쿄23구게시판

도쿄 23구, 및 도쿄도의 부속된 도서지역을 대상으로 하는 게시판이다.
- 도쿄다마지구게시판

도쿄 도 다마 지역을 대상으로 하는 게시판이다. 투고자의 리모트호스트 이름을 오랫동안 표기하지 않았지만, 2007년 5월 25일부터 地方1의 조치에 따라 표시하도록 되었다. 多摩 게시판 스렛드 집, 학교게시판 링크 집, 그림게시판이 있다.
- 가나가와게시판

가나가와현을 대상으로 하는 게시판이다. 교통정보와 재해 정보 등 스렛드가 있다.
- 도카이 게시판

시즈오카현, 아이치현, 기후현, 산쥬 현을 대상으로 하는 게시판이다. 슈퍼 방송국에 관련된 스렛드가 있다. 삭제 의뢰 스렛드 게시판이 지역BBS회의실과 도카이게시판내에 각각 1개씩 있다.
- 긴키 게시판

효고현, 교토부, 나라현, 와카야마현, 시가현을 대상으로 하는 게시판이다. 보조 사이트로 〈별관〉이 있다. 신규 스렛드 작성은 관리자가 직접 하고 있다.
- 오사카 게시판

오사카부를 대상으로 하는 게시판이다. 신규 스렛드는 관리자가 직접 작성하고 있다. 투고자의 리모트 호스트명을 오랫동안 표시하지 않았지만, 2009년 5월 20일부터 표시하도록 조치되었다
- 중국게시판

오카야마현, 히로시마현, 돗토리현, 시마네현, 야마구치현을 대상으로 하는 게시판이다. 각 현의 질문 스레와, 재해계열정보스레가 있다. 2009년 6월 기준으로, 지역BBS에서 유일하게 투고자의 리모트호스트 명을 표시하지 않고 있다.
- 사국게시판

도쿠시마현, 가가와현, 에히메현, 고치현을 대상으로 하는 게시판이다. 개설 처음부터 운영에 관련된 스렛드는 회의실이 아닌 이 게시판에 있었다. 별관으로 잡담, 친목게시판인〈ANNEX〉, 학교에 관한 대화가 오가는〈ACADEMY〉, 그림 게시판이 있다.
- 큐슈게시판

후쿠오카현, 나가사키현, 오이타현, 구마모토현, 가고시마현, 미야자키현, 사가현을 대상으로 하는 게시판이다. 재해정보나 교통정보 스렛드가 있다. 신규 스렛드의 작성은 관리자가 직접 하고 있다.
- 오키나와 게시판

오키나와를 대상으로 하는 게시판이다. 1현으로 구성된 게시판이며, 오키나와에 관련된 잡담계열 스렛드가 많다.

## 금지 행위
- 학교 스렛드는, 관련자와의 잡담, 재해, 사유화, 개인정보유출, 비방 소굴로 변하는 걸 방지하기 위해, 일부 지역게시판에서는 금지시키고 있다.
- 자역의 문제와 사건을 고발하는 스렛드, 레스는 개인정보유출, 비방, 형사사건등의 원인을 없애기 위해 가까이 하지 않는 경향이 있다. 심지어 아예 금지시키고 있는 지역 게시판도 있다.